# Guillermo Longespée

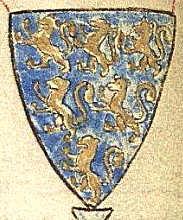
Escudo de Longespée, versión de Mateo de París (d. 1259): Fondo azur, seis leones rampantes dispuestos 3,2,1. Según la versión esculpida en el escudo de su estatua en la Catedral de Salisbury

Guillermo Longespée, 3er conde de Salisbury (c. 1176  –    7 de marzo de 1226) ("Espada larga", latinizado a de Longa Spatha ) fue un noble caballero anglonormando, conde de Salisbury, principalmente recordado por estar al mando de las fuerzas  inglesas en la batalla de Damme y por permanecer leal a su medio hermano, el rey Juan. Su apodo "Longespée" generalmente se toma como una referencia a su gran estatura y las enormes armas que manejaba. [cita requerida]

## Primeros años
Guillermo era un hijo ilegítimo de Enrique II, Rey de Inglaterra. Se desconocía la identidad de su madre hasta el descubrimiento de una carta de Guillermo en la que se menciona "Comitissa Ida, mater mea" (Condesa Ida, mi madre). Esto refirió a Ida de Tosny, perteneciente a la prominente familia Tosny (o Toesny) , y que se había casado con Roger Bigod, II Conde de Norfolk en 1181.
El rey Enrique reconoció a Guillermo como su hijo y le otorgó el terreno de Appleby, Lincolnshire, en 1188. Ocho años más tarde, su medio hermano, el rey Ricardo I, lo casó con una gran heredera, Ela de Salisbury, tercera condesa de Salisbury, y le otorgó el título y las tierras del condado.
Durante el reinado del rey Juan I, Salisbury estuvo en la corte en varios ocasiones, en ceremonias importantes, y ejerció varias cargos: sheriff de Wiltshire; lugarteniente de Gascony; constable de Dover; y Alcaide de Señor del Cinque Puertos; y más tarde alcaide de las Marcas Galesas. Fue nombrado sheriff  de Cambridgeshire y Huntingdonshire aproximadamente en 1213.